# 제12회 부천국제애니메이션페스티벌
제12회 부천국제애니메이션페스티벌은 2010년 11월 5일에 열린 시상식이다.

## 수상 및 후보

### 본상-PISAF대상
- 기적의 여인 - 마이클 아불라피아 외 1명 수상

### 본상-심사위원 특별상
- 세레나데 - 이한빛 수상

### 본상-우수상 (국내)
- 라인 - 박형익 외 1명 수상

### 본상-우수상 (해외)
- 세상에 이럴수가 - 드니 부이에 외 3명 수상

### 본상-관객상
- 첫눈을 밟으며 - 수키카라 마키코 수상

### 본상-온라인 우수상
- 작은 연인들 - 김예원 수상

### 본상-네티즌 초이스
- 엘크의 털 - 매그너스 이그란드 묄러 외 1명 수상

### 특별상- 유광선 상
- 렉커 - 표주영 외1명 수상
- 버닝 페이퍼 - 정소이 수상

### 특별상- 유한대학장 상
- 알렉산더 - 레미 드뢰 수상

### 특별상- 경기디지털콘텐츠진흥원 상
- 베니니 - 피냐 파르타넨 수상

### 특별상- 농협부천시지부장 상
- 모빌 - 베레나 펠스 수상

### 특별상-대원미디어 상
- NO.1009 - 이승민 수상
- 보틀쉽 - 정미진 수상

### 학생경쟁부문
- 레코드 - 박윤미
- 이삿짐 센터 - 폴크 슈스터
- 새 - 게르하르트 풍크
- 유토피안 - 토쿠나가 마리코
- 긴다리 소녀 - 브리타니 빅스
- 신의 전설 - 로라 라타
- 완전히 큰 세계 - 카트야 슈엔도르퍼
- 등대지기 - 데이빗 프랑수아 외 6명
- 미라마르 - 미카엘라 뮐러
- 아베이유 로드 - 모강 바데르
- 크라울 - 매튜 웨이드
- 마지막 희망 - 딕키 목
- 인형 - 유영용
- 세 갈래 정점 - 플로리안 파로 외 6명
- 그리움의 편지 - 클레어 알몬
- 누가 감히? - 사니 라티넨
- 텔레그래픽스 - 앙트완 델라샬레리 외 3명
- 고동치는 심장 - 마유르 카두
- 캣 아웃 - 헤르만 체르보
- 티칭 인피니티 - 야콥 야블론스키 외 1명
- 나이트 퍼레이드 - 새크리나 코투그노
- 루반 - 토마스 샤라 외 4명
- 미안하다 - 배성균
- 내 생각에는 - 정은민
- 온 더 워터 - 이 자오
- 감정 교육 - 폴 부르주아
- 생각은 자유다 - 우테 징틀러
- 빨간 코 - 이지애 외 2명
- 파이브 타임즈 - 사이먼 소케로프
- 물고기 경계 - 제프리 슈로에
- 슬림 타임 - 테아 마틀랑 외 3명
- 껍데기 - 벤 홈
- 깡통 - 정민지
- 달, 바라기 - 유혜영
- 왕과 비버 - 누노 알베스 로드리게스 외 6명
- 리얼 맥코이 - 엘리자 이바노바
- 알 수 없는 돼지 - 와다 아츠시
- 키노 어트렉션 - 아이야 사리넨
- 템비의 일기 - 김지수
- 지하철 소녀 - 에티앙 귀욜
- 사이바 - 튜바 시네바그
- 위험한 식물원 - 프롤리앙 카스파르 외3명
- 스위치 - 링 탱 홍
- 맥시몰 - 아셀 셰리에 외 3명
- 혀굴리기 - 엘리 부오리넨
- 장 뤽 - 아서 펠처 외 5명
- 코피루왁 - 한지원
- 슬로터드 - 마르코 데스카
- 쥬뗌므 - 우고 비엔베뉘
- 비행소년 - 아리 톨가 외 3명
- 크랙 오브 더 랜드 - 우나 로렌젠
- 사냥꾼 - 장 베나미아
- 푸른 버드나무 - 샨충룬

### 온라인경쟁부문
- 노란 종달새 - 김미리 외 1명
- 미트 - 박래혁
- 스윙 - 쿠오 팅
- 에이미 - 카링 숄텐
- 환각의 잔 - 마리 브로슈-랭
- 꽃밭에서 - 한스 스텀볼
- 꿈의 레슨 - 아드리앙 페루고
- 퍼레이드 - 피에르-엠마뉴엘 리에트
- 윌슨 페리에라 - 다니쉬 제임슨
- 잉카 볼라 - 멜로디 치신스키 외 6명
- 벌거벗은 여자 - 키타무라 아이코
- 리뉴, 미래 아닌 미래 - 장슈-젠
- 아이들 - 오카다 타쿠야
- 나무 이야기 - 마틴 카포프칵 외 1명
- 팝 오페라 - 브랜던 로리
- 고래 - 백미영
- 이웃 - 피오렐라 피에르니 외 1명

### 마스터클래스
- 코렐라인: 비밀의 문 - 헨리 셀릭
- Boogie Al Aceitoso - 구스타보 코바

### 옴니버스
- 지니어스 파티 비욘드 - 마에다 마사히로 외 4명
- 뽀로로 - 신창환 외 2명
- 빼꼼 옴니버스 - 임아론

### 기획전
- xxx홀릭: 한여름밤의 꿈 - 클램프
- 츠바사 크로니클: 새장나라의 공주님 - 클램프

### 3D입체영화
- 알포의 우주여행 - 이문용
- Oscar's Ooohhhasis - 신태식
- 오리온 - 아오키 야스히로
- 제트링 이론 - 칼 브린 외 1명
- 여름밤의 꿈 - 오코야마 요시야

### 학생, 인디 스페셜
- 수학시험 - 정유미
- 14 Beat - 나정인 외 1명
- 사자의 서 - 이무훈
- 어느 날 - 정민용
- 기로에서 - 김민호
- 파인드 미 - 박재영
- 절연주의사항 - 주재범
- Birthday Party - 조주상
- 산책가 - 김영근
- 찰나에서 온 묘로 - 양선우

### 심야상영
- 레드라인 - 코이케 타케시
- xxx홀릭: 한여름밤의 꿈 - 클램프
- 문학소녀 - 타다 슌스케
- 그렌라간 라간: 천공에 반짝이는 모든 것은 별 - 이마이시 히로유키
- 테일즈 오브 베스페리아: 퍼스트 스트라이크 - 카메이 칸타
- 메트로피아 - 타릭 살레

### 도쿄 아니마 콜렉션
- 레드 - 오카와라 료 외 7명
- 그린 - 콘도 아키노 외 8명
- 블루 - 마사키 오쿠다 외 7명

### 장편
- 문학소녀 - 타다 슌스케
- 토틀리 스파이스 - 파스칼 자뎅
- 테일즈 오브 베스페리아: 퍼스트 스트라이크 - 카메이 칸타
- 느와르 부기 3D - 구스타보 코바
- 알레 라꽁트! - 장-클리스토페 로저
- 그렌라간 라간: 천공에 반짝이는 모든 것은 별 - 이마이시 히로유키
- 메트로피아 - 타릭 살레
- 레인보우 - 요스코 마루시치
- 코렐라인: 비밀의 문 - 헨리 셀릭
- 벤10: 얼티메이트 에일리언 - 카툰네트워크
- 집 - 박미선 외 4명